# La Troisième Dalle
Pour plus de détails, voir Fiche technique et Distribution.
La Troisième Dalle est un film français de Michel Dulud tourné en 1941 et sorti en 1946.

## Synopsis
L'intrigue est inspirée d'un drame historique qui se déroule à quatre siècles d'intervalle. Deux héritiers mènent une vie joyeuse et finissent par se suicider.

## Fiche technique
- Réalisation : Michel Dulud
- Scénario : Michel Dulud
- Musique : Georges Van Parys
- Photographie : Marcel Lucien
- Format : Son mono - Noir et blanc
- Genre : Policier
- Durée : 95 minutes
- Date de sortie : 
  - France - 23 octobre 1946

## Distribution
- Henri Arius
- Jules Berry : Le professeur Barbaroux
- Pauline Carton : Madame Barbaroux
- Francis Claude
- Yvonne Ducos
- Lucie Dupleix : Madame de Hennebelle
- Alexandre Fédo
- Vanda Gréville
- Jim Gérald : Le commissaire Plachon
- Philippe Hersent : Gérard
- Jean Heuzé : Le lieutenant de gendarmerie
- Roger Hédouin : Marquis
- Philippe Janvier
- Charles Lavialle
- Milly Mathis : La cuisinière
- Simone Paris : Mona Lambelle
- Gisèle Parry : Christine